# Reino de Nueva Zelanda
El Reino de Nueva Zelanda, también conocido en español como Reino de Nueva Zelandia, (en inglés: Realm of New Zealand) es el área completa (o dominio) en la que el rey de Nueva Zelanda es el jefe de Estado. Quien sirve como monarca británico es al mismo tiempo soberano de Nueva Zelanda. El Reino de Nueva Zelanda no es una federación, sino una colección de estados y territorios unidos bajo su monarca. Nueva Zelanda es un Estado independiente y soberano. Tiene un reclamo territorial antártico, la Dependencia Ross; un territorio dependiente, Tokelau, y dos Estados asociados, las Islas Cook y Niue.
La Dependencia Ross no tiene habitantes permanentes, mientras que Tokelau, las Islas Cook y Niue tienen poblaciones nativas. Tokelau se clasifica formalmente como un territorio no autónomo; las Islas Cook y Niue son autónomas internamente, y Nueva Zelanda es responsable de la defensa y la mayoría de los asuntos exteriores. El gobernador general de Nueva Zelanda representa al rey en todo el Reino de Nueva Zelanda, aunque las Islas Cook tienen un representante adicional.

## Visión general
El rey de Nueva Zelanda, representada por el gobernador general de Nueva Zelanda, es jefe de Estado en todo el Reino de Nueva Zelanda. El alcance exacto del reino está definido por la patente real de 1983 que constituyó la oficina del gobernador general. Constituye uno de los 16 reinos dentro de la Commonwealth.
Las Islas Cook y Niue se convirtieron en las primeras colonias del Pacífico de Nueva Zelanda en 1901 y luego en protectorados. A partir de 1965 las Islas Cook se autogobernaron; como lo fue Niue desde 1974. Tokelau quedó bajo el control de Nueva Zelanda en 1925 y sigue siendo un territorio no autónomo.
La Dependencia Ross comprende el sector del continente antártico entre las longitudes 160° este y 150° oeste, junto con las Islas situadas entre esos grados de longitud y al sur de la latitud 60° sur. El gobierno (imperial) británico tomó posesión de este territorio en 1923 y lo confió a la administración de Nueva Zelanda. Ni Rusia ni Estados Unidos reconocen este reclamo, y el asunto está sin resolver (junto con todas las demás reclamaciones antárticas) por el Tratado Antártico, que sirve para suavizar principalmente estas diferencias. Está en gran parte deshabitado, aparte de las bases científicas.
La ley de ciudadanía de Nueva Zelanda trata a todas las partes del reino por igual, por lo que la mayoría de las personas nacidas en Nueva Zelanda, las Islas Cook, Niue, Tokelau y la Dependencia Ross antes del 2006 son ciudadanos de Nueva Zelanda. Se aplican condiciones adicionales para los nacidos a partir de 2006.

## Territorios del Reino
| Área             | Representante del Rey                                       | Jefe del Gobierno                                       | Legislatura                               | Capital    | Población                                                             | Superficie  |
| ---------------- | ----------------------------------------------------------- | ------------------------------------------------------- | ----------------------------------------- | ---------- | --------------------------------------------------------------------- | ----------- |
| Nueva Zelanda    | Gobernador general                                          | Primer ministro                                         | Cámara de Representantes de Nueva Zelanda | Wellington | 4 242 048 hab.                                                        | 268 680 km² |
| Islas Cook       | Representante del Rey                                       | Primer ministro                                         | Parlamento de las Islas Cook              | Avarua     | 21 388 hab.                                                           | 236 km²     |
| Niue             | Representante del Rey (gobernador General de Nueva Zelanda) | Premier                                                 | Asamblea de Niue                          | Alofi      | 2145 hab.                                                             | 260 km²     |
| Tokelau          | Administrador                                               | Ulu-o-Tokelau (jefe del Consejo de Gobierno Permanente) | Fono General de Tokelau                   | Atafu      | 1405 hab.                                                             | 10 km²      |
| Dependencia Ross | Gobernador                                                  | Jefe del Ejecutivo                                      | Ninguna                                   | Base Scott | Base Scott: 10–80 hab.; Base McMurdo: 200–1000 hab. (estacionalmente) | 450 000 km² |

## Soberanía dentro del Reino

### Islas Cook y Niue
Tanto las islas Cook como Niue son Estados autónomos en asociación libre con Nueva Zelanda. Los detalles de su acuerdo de libre asociación se encuentran en varios documentos, como sus respectivas constituciones, el Canje de Notas de 1983 entre los gobiernos de Nueva Zelanda y las islas Cook, y la Declaración del Centenario Conjunto de 2001. Como tal, el Parlamento de Nueva Zelanda no está facultado para aprobar unilateralmente la legislación con respecto a estos estados. En asuntos de asuntos exteriores y defensa, Nueva Zelanda actúa en nombre de estos países, pero solo con su consejo y consentimiento.
Como el gobernador general reside en Nueva Zelanda, la Constitución de las islas Cook establece la posición distintiva del representante del rey. Este individuo no está subordinado al gobernador general y actúa como el representante local del rey en derecho de Nueva Zelanda. Desde 2013, Tom Marsters es el representante del rey en las Islas Cook (Marsters fue precedido por sir Frederick Tutu Goodwin). Este acuerdo permite efectivamente acciones independientes de facto de las áreas internas y más externas de gobierno.
De acuerdo con la Constitución de Niue de 1974, el gobernador general de Nueva Zelanda actúa como representante del rey y ejerce el «poder ejecutivo conferido a la Corona».
En las islas Cook y Niue, el alto comisionado de Nueva Zelanda es el representante diplomático de Nueva Zelanda. John Carter (desde 2011) es el alto comisionado de Nueva Zelanda para las Islas Cook. Mark Blumsky fue el alto comisionado de Nueva Zelanda para Niue desde 2010, hasta que fue reemplazado por Ross Ardern a principios de 2014.
A pesar de su estrecha relación con Nueva Zelanda, tanto las Islas Cook como Niue mantienen algunas relaciones diplomáticas en su propio nombre. Ambos países mantienen altas comisiones en Nueva Zelanda y tienen altos comisionados de Nueva Zelanda residentes en sus capitales. En la práctica de la Commonwealth, los altos comisionados representan a sus gobiernos, no al jefe de Estado.

### Nueva Zelanda
Nueva Zelanda propia consta de los siguientes grupos de islas: 
- la isla Norte, la isla Sur y las islas costeras vecinas, todas contenidas dentro de las 16 regiones de Nueva Zelanda.
- las islas Chatham al este, contenidas dentro el territorio de las islas Chatham.
- las islas Kermadec y las islas de los Reyes Magos al norte y las islas subantárticas de Nueva Zelanda al sur, todos fuera de los límites de las autoridades locales y habitados solo por un pequeño número de personal de investigación y conservación.
- la Dependencia Ross, que forma parte de la Antártida. Es constitucionalmente parte de Nueva Zelanda.[9] Sin embargo, la aplicación de la soberanía dentro de la dependencia es posterior a la aplicación de los términos encontrados en el Tratado Antártico.

### Tokelau
Tokelau tiene un grado de autogobierno menor que las Islas Cook y Niue, y se había estado moviendo hacia el estatuto de asociación libre. El representante de Nueva Zelanda en Tokelau es el administrador de Tokelau y tiene el poder de anular las normas aprobadas por el Parlamento de Tokelau. En los referendos realizados en 2006 y 2007 por Nueva Zelanda a pedido de las Naciones Unidas, el pueblo de Tokelau no logró alcanzar la mayoría de dos tercios necesaria para lograr un sistema de gobierno con poderes iguales a los de Niue y las Islas Cook.

## Gobernador general
Un gobernador general representa al jefe de Estado (Carlos III, en su calidad de rey de Nueva Zelanda) en el área del reino. Esencialmente, los gobernadores generales asumen todas las dignidades y poderes de reserva del jefe de Estado. Cindy Kiro fue nombrada para asumir el cargo el 21 de octubre de 2021.

## Futuro del Reino

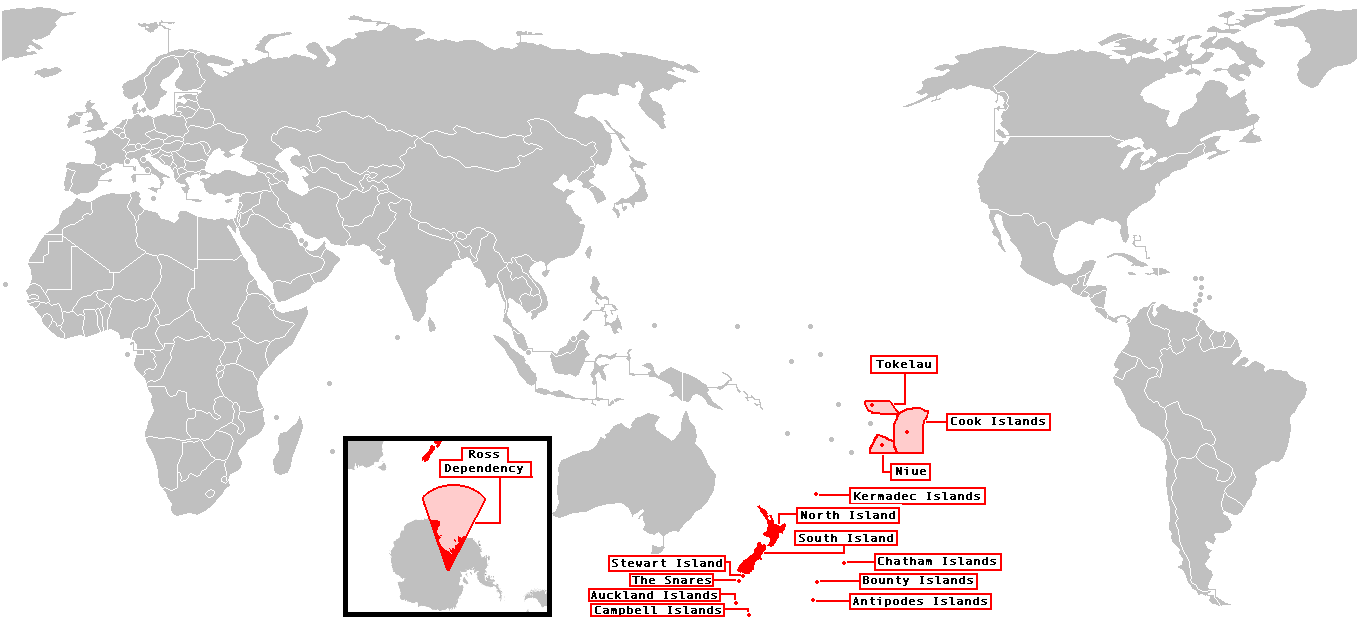
Mapa del Reino de Nueva Zelanda.

Dentro de Nueva Zelanda existe algún apoyo para una República de Nueva Zelanda. En caso de que Nueva Zelanda se convirtiera en república, mantendrá la Dependencia Ross y Tokelau como territorios dependientes y el Reino de Nueva Zelanda continuaría existiendo sin Nueva Zelanda, la Dependencia Ross y Tokelau. Esto no sería un obstáculo legal para una república de Nueva Zelanda como tal, y tanto las Islas Cook y Niue conservarían su condición de estados asociados con Nueva Zelanda, ya que Nueva Zelanda comparte su jefe de Estado con las Islas Cook y Niue, en la misma forma en que los reinos de la Commonwealth comparten un jefe de Estado. Sin embargo, una república de Nueva Zelanda presentaría la cuestión de la independencia de las Islas Cook  y Niue. Por lo tanto, existe una serie de opciones para el futuro del Reino de Nueva Zelanda, en caso de que Nueva Zelanda se convirtiera en república:
- Una república de Nueva Zelanda con las Islas Cook y Niue, permaneciendo en libre asociación con Nueva Zelanda, pero conservando al rey de Nueva Zelanda como su jefe de Estado;
- Una república de Nueva Zelanda con las Islas Cook y Niue, teniendo un nuevo jefe de Gobierno republicano como su jefe de Estado y convirtiéndose en Estados independientes;
- Una república de Nueva Zelanda con las Islas Cook y Niue, teniendo sus propios jefes de Estado, pero conservando su estatus de libre asociación con Nueva Zelanda.[14]